# Baketmout
Baketmout (« Servante de Mout ») est une princesse d'Égypte de la XIXe dynastie, deuxième fille de Ramsès II,.

## Généalogie
Deuxième fille de Ramsès II, son rang parmi les princesses indique qu'elle est probablement née pendant le règne de son grand-père Séthi Ier.
Certains chercheurs ont fait des princesses Baketmout, Bentanat, Néfertari II et Nebettaouy les enfants de Néfertari sur la base des statues de ces princesses sur la façade du grand temple d'Abou Simbel, mais rien n'indique qu'elles soient les enfants de cette reine car elles ne sont jamais représentées dans la liste des enfants du couple à Abou Simbel, spécialement pour Bentanat qui est bien attestée en tant que fille d'Isis-Néféret. En réalité, aucune de ces princesses n'est attestée sur la façade du petit temple d'Abou Simbel qui est dédiée à la grande épouse royale Néfertari et à ses enfants. Ceci montre donc qu'aucune de ces filles n'était la fille de Néfertari.

## Attestations
La princesse est représentée sur plusieurs des processions de princesses, toujours en deuxième position. La princesse est également représentée à la gauche du premier colosse nord devant le grand temple d'Abou Simbel. Elle est figurée comme une adulte et porte un uræus. Baketmout y est représentée les bras le long du corps et elle porte une lourde perruque avec la dépouille de vautour.